# Sirantau
Sirantau is een bestuurslaag in het regentschap Tanjung Balai van de provincie Noord-Sumatra, Indonesië. Sirantau telt 9309 inwoners (volkstelling 2010).